# Halticopteroides exemae
Halticopteroides exemae är en stekelart som beskrevs av Boucek 1993. Halticopteroides exemae ingår i släktet Halticopteroides och familjen puppglanssteklar. Inga underarter finns listade i Catalogue of Life.